# 浙江旧货交易市场
浙江旧货交易市场位于杭州市石祥路589号，2006年10月下旬开业。共1200多个商铺（分两期建设），经营包括普通设备、仪器仪表、五金家电、电脑数码、二手手机、百货家具、厨房炊具、古玩藏品等万余种商品。

## 简介
交易市场是在原杭州汽车城旧址上改扩建而成，占地总面积140亩，总建筑面积6万平米。市场销售的产品以新品为主，也有一些企业清仓、滞销或积压的旧款产品，价格跟新款比要便宜许多。

## 交通
市场位于杭州汽车北站公交终点站东侧约300米，有20多条公交线直达汽车北站，K403、608、K95直达“浙江旧货市场”公交站点。